# Simon Goossens
Simon Goossens (Sint-Lenaarts, 15 juni 1893 – Antwerpen, 18 oktober 1964) was een Belgisch beeldend kunstenaar. Als beeldhouwer won hij de zilveren medaille op de Olympische Spelen van 1920 te Antwerpen.

## Leven

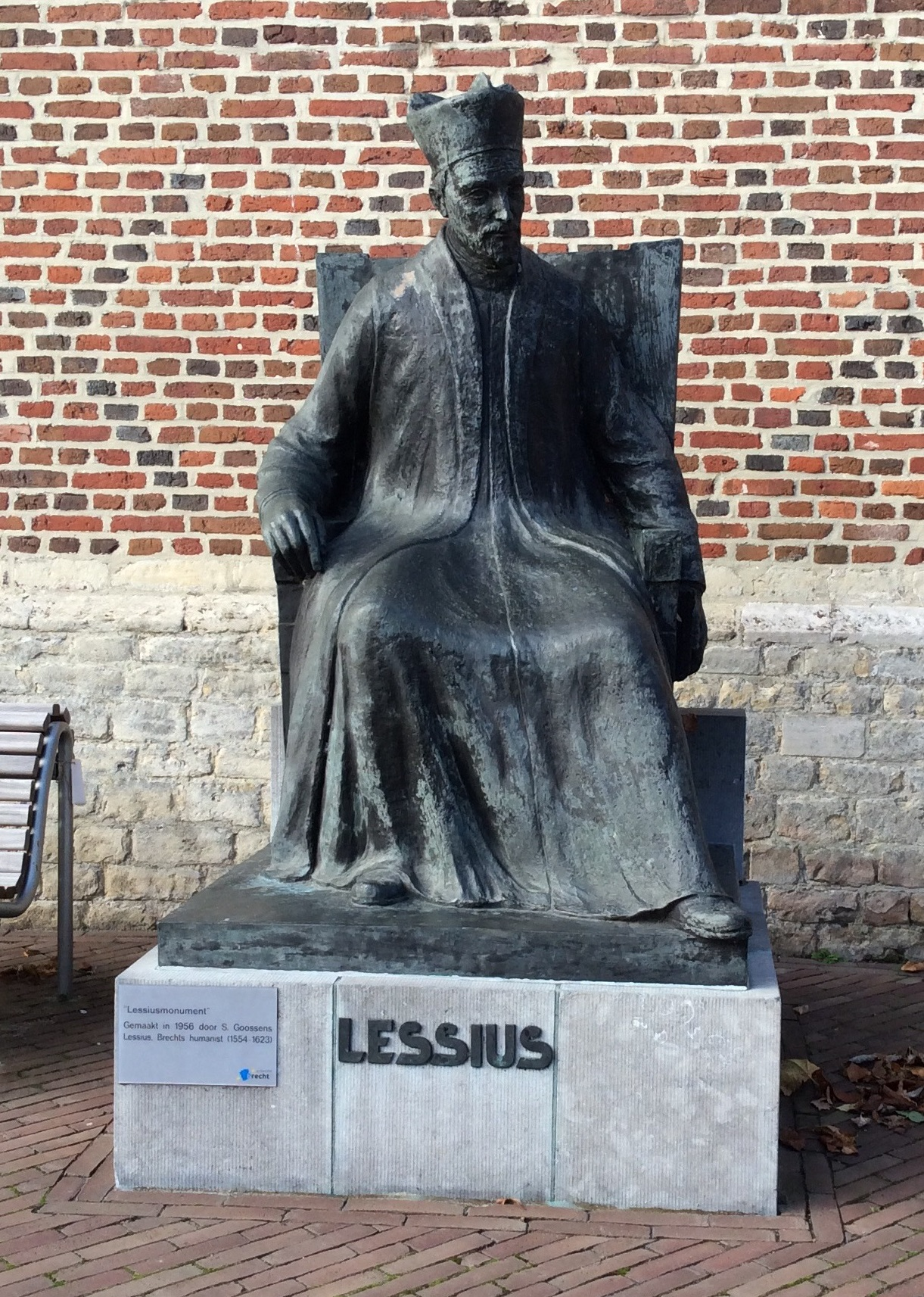
Standbeeld van Leonardus Lessius in Brecht.

Goossens werd geboren als Simon Ludovicus Goossens te Sint-Lenaarts in de Processieweg als zoon van Adrianus Goossens, herbergier en Joanna Verbunt. Hij studeerde tussen 1916 en 1921 aan de Antwerpse Academie voor Schone Kunsten en was gehuwd met Maria Ghysels.
Op de Olympische Spelen van 1920 te Antwerpen won Goossens de zilveren medaille in de discipline beeldhouwkunst met zijn werk ‘Les Patineurs’, een 29 cm hoge en 23 cm lange bronzen figuur.
Halverwege het jaar 1920 ging hij zich verder bekwamen bij schilder en beeldhouwer Émile-Antoine Bourdelle in Parijs. Goossens hanteerde evenals zijn Franse leermeester zowel het penseel als de beitel. Al reizend en studerend trok hij door Italië, Denemarken, Oostenrijk en Duitsland.
Van 1941 tot 1958 was hij professor van Schone Kunsten en vanaf 1952 ook voor keramiek aan de Kunstacademie en het Instituut voor Stedelijke Ontwikkeling en Bouw in Antwerpen. Zo werd in 1956 aan de Sint-Michielskerk te Brecht (België) een standbeeld geplaatst van de 17de-eeuwse moraaltheoloog Leonardus Lessius. In Antwerpen, Burcht, Vosselaar, Sint-Lenaarts (Heilig Hartbeeld) en Wuustwezel staan ook standbeelden van deze kunstenaar. Ook het monument voor de oorlogsslachtoffers op de Markt in Rumst is van zijn hand.
Simon Goossens overleed te Antwerpen op 18 oktober 1964. In zijn geboortegemeente Sint-Lenaarts werd een straat naar hem vernoemd.
- Gemeinsame Normdatei: 119250233
- International Standard Name Identifier: 0000 0000 4965 978X
- Library of Congress Control Number: nr96038974
- RKD-Nederlands Instituut voor Kunstgeschiedenis: 32740
- Virtual International Authority File: 59890244
- WorldCat: E39PBJvxwpddwpKk7TCKyvXrv3